# 李万江
李万江（？—841年），唐朝后期吐谷浑首领之一。
唐代宗广德元年（763年）后，吐蕃占据河西陇右，吐谷浑部迁入河东。后来跟随泽潞节度使李抱玉迁至潞州（治今山西省长治市），安置在津梁寺，当地水草丰盛，马健称“津梁种”，每年入马价数百万。唐武宗会昌元年（841年），时任泽潞节度使刘从谏害怕李万江的部落再生事变，于是诬告他谋反，夷三族，共三百余家。